# Remedios T. Romualdez
Remedios T. Romualdez é um município de  quinta classe de renda municipal (d) na província Agusan do Norte, nas Filipinas. De acordo com o censo de 1 de maio  de  2020 possui uma população de 17 155 pessoas e 4 035 domicílios.